# چک شماره ۲۹۱/ای بی
چک شماره ۲۹۱/ای بی (به انگلیسی: Chak No. 291/E.B) یک روستا در پاکستان است که در پنجاب واقع شده‌است.